# Пембрук (Бермудские острова)
Пе́мбрук (англ. Pembroke Parish) — один из девяти округов (англ. parishes) Бермуд. Он назван в честь английского аристократа Уильяма Герберта, 3-го графа Пембрук. Численность населения округа — 11 160 человек (2016).

## География
Округ Пембрук занимает большую часть территории небольшого полуострова в центре северного побережья главного острова Бермудских островов и окружает с трёх сторон город Гамильтон (с четвёртой стороны находится берег гавани Гамильтон). Полуостров заходит выступом на восточную сторону Грейт-Саунд, большой водной поверхности, доминирующей над географией западных Бермуд. На востоке Пембрук граничит с округом Девоншир. Вся площадь округа составляет 4,7 км².

## Достопримечательности
Среди памятников природы в Пембруке — Спэниш-Пойнт, Пойнт-Шэарс, многочисленные островки возле Пойнт-Шэарс.
Среди других достопримечательностей Пембрука — Форт-Гамильтон и Дом правительства.
11 мая 1999 года болота Пембрук-Марш-Ист (Pembroke Marsh East) были включены в число водно-болотных угодий, имеющих международное значение в рамках Рамсарской конвенции.

## Образование
Школы в округе Пембрук:
- Детское дошкольное учреждение Сент-Джонс (St. John's Preschool; государственный подготовительный класс)[3]
- Начальная школа Нортлендс (Northlands Primary School; государственная общая начальная школа)[4]
- Начальная школа им. Виктора Скотта (Victor Scott Primary School; государственная общая начальная школа)[5]
  - В 2013 году депутат парламента и член парламентской фракции лейбористской партии Майкл Уикс (Michael Weeks) похвалил школу за достижения в учёбе.[6] Уикс указал, что школа находится в общине с плохой репутацией.[7]
- Начальная школа Западного Пембрука (West Pembroke Primary School; государственная общая начальная школа)[8]
- Институт Беркли (The Berkeley Institute; государственная средняя школа)
- Старшая средняя школа Бермуд (Bermuda High School; частная школа)
- Гимназия Салтус (Saltus Grammar School; частная школа)

Школы в Гамильтоне:
- Основная средняя школа Деллвуд (Dellwood Middle School; государственная основная общеобразовательная школа)[9]
- Академия Маунт-Сент-Агнес (Mount Saint Agnes Academy; частная школа)[10]